# Голдстайн, Герман
Герман Хайн Голдстайн (англ. Herman Heine Goldstine; 13 сентября 1913 года, Чикаго — 16 июня 2004 года, Брин-Мар (англ.)) — математик, один из создателей первой из современных ЭВМ — ENIAC.
Доктор (1936). Член Национальной академии наук США и Американского философского общества (1979).

## Биография
Родился в еврейской семье. В 1933 году окончил Чикагский университет со степенью бакалавра по математике. В 1934 году получил степень магистра, в 1936-м — степень доктора. В течение трех лет был научным сотрудником в Gilbert Ames Bliss, специализируясь в математической теории расчёта баллистики.
В 1939—1942 годах преподавал в университете Мичигана.

### Служба в Армии США
В июле 1942 года, после вступления США во Вторую мировую войну, поступил на службу в армию. Служил лейтенантом в Баллистической научно-исследовательской лаборатории (англ.) на Абердинском испытательном полигоне (штат Мэриленд), где занимался расчётами таблиц стрельбы, использовавшихся в бою для определения высоты и азимута при наведении артиллерии. Расчёты выполняли около ста женщин, использующих специальные механические калькуляторы. Каждая комбинация орудия, снаряда и заряда, требовала отдельного набора таблиц стрельбы. Для вычисления одной траектории выполнялось около 750 расчётов, в каждой таблице было около 3000 траекторий. Вычисление одной траектории занимало у одного специалиста (по иронии их называли вычислителями — англ. computer) приблизительно 12 дней, а расчёт таблицы — более 4-х лет. Для увеличения производительности лаборатория привлекла вычислительные средства Электротехнической школы Мура в университете Пенсильвании, а Голдстайн обеспечивал взаимодействие лаборатории и университета.

### Проект ЭНИАК
Весной 1943 года, внося некоторые корректировки в дифференциальный анализатор Института Мура, инженер Джозеф Чаплайн предложил Голдстайну встретиться с Джоном Мокли, преподавателем физики в Институте Мура, который для ускорения вычислений еще в августе 1942 года предложил использовать электронно-вычислительную машину на электронных лампах. После разговора с Голдстайном Мокли написал научное-техническое обоснование, и в июне 1943 года он и Голдстайн получили финансирование проекта со стороны армии. Через 30 месяцев (200 000 человеко-часов) ENIAC был построен — эта ЭВМ имела размеры 30×60 футов, весила 30 тонн и состояла из 18 000 электронных ламп. ЭВМ могла хранить только 20 чисел и требовала несколько дней для программирования. Она была создана в конце 1945 года, когда Вторая мировая война закончилась.
До завершения создания ENIAC Армия США заключила второй контракт со Институтом Мура на создание компьютера EDVAC. Вместе с Мокли, Джоном Экертом и Артуром Бёрксом Голдстайн начал разработку новой ЭВМ в надежде на исправление недостатков ENIAC.
Летом 1944 года на железнодорожной платформе в Абердине Голдстайн случайно встретился с математиком Джоном фон Нейманом, и Голдстайн описал свой проект в Пенсильванском университете. Фон Нейман в это время работал над Манхэттенским проектом, для которого также были необходимы трудоёмкие вычисления. Фон Нейман присоединился к группе Голдстайна и написал «Первый проект отчёта о EDVAC», предназначенный исследовательской группе. Голдстайн напечатал рукопись на 101 странице и указал фон Неймана как единственного автора документа. 25 июня 1945 года Голдстайн разослал 24 копии документа специалистам, вовлечённым в проект EDVAC; десятки, возможно, сотни копий отчёта были отправлены коллегам фон Неймана в университеты США и Англии в течение следующей недели. Хотя документ был неполным, он был очень хорошо воспринят и стал проектом создания ЭВМ. Из-за центрального положения фон Неймана как главного математика проекта архитектура EDVAC стала известной как «архитектура фон Неймана».
Весной 1946 года Мокли и Экерт ушли из Института Мура, чтобы создать частную компанию по производству компьютеров (ныне — Unisys); фон Нейман, Голдстайн и Беркс ушли работать над IAS-машиной в Институт перспективных исследований. В августе 1946 года они объединились для проведения первого компьютерного курса, который стал известным как «Лекции школы Мура»; презентации Голдстайна охватывали численные математические методы, полезные в программах для компьютеров.

### В Принстоне
С середины 1946 года Голдстайн работал с фон Нейманом и Бёрксом в Институте перспективных исследований в Принстоне, где они по заказу армии США строили компьютер, называвшийся IAS-машиной Голдстайн был назначен помощником директора проекта, с 1954 года — директором. Через фон Неймана, который был консультантом IBM, IAS-машина повлияла на дизайн ранних компьютеров IBM. После смерти фон Неймана в 1957 году проект компьютера IAS закрыли. Голдстайн стал директором-основателем Математического научного отдела в Научно-исследовательском центре Уотсона(англ.) IBM в Йорктаун Хейтс (англ.), Нью-Йорк.

### В IBM
Одна из существенных ролей Голдстайна в IBM заключалась во взаимодействии исследователей IBM и академического сообщества. В 1969 г. он был назначен Членом IBM — самое престижное техническое звание компании — и консультантом директора исследования. Голдстайн развил интерес к истории вычислений и математических наук. Он написал три книги по этой теме:
- The Computer from Pascal to von Neumann;
- History of Numerical Analysis from the 16th Through the 19th Century
- History of the Calculus of Variations from the Seventeenth Through the Nineteenth Century.

Из названия The Computer from Pascal to von Neumann следует, что фон Нейман, по мнению Голдстайн, играл ведущую роль в развитии современных теорий вычислений.
В 1985—1997 годы, в пенсионном возрасте, — исполнительный директор Американского философского общества в Филадельфии. Член Американской академии искусств и наук.
Умер 16 июня 2004 года у себя дома в Брин-Мар (Пенсильвания) после долгой борьбы с болезнью Паркинсона.

### Семья
В 1941 году он женился на Адели Кац (нем. Adele Katz; ум. в 1964), которая была ENIAC-программистом и написала техническое руководство для ENIAC.
- Дети: дочь и сын.

В 1966 году женился на Эллен Уотсон (англ. Ellen Watson).

## Награды и признание
- Мемориальная премия Гарри Гуда (1979)
- Национальная научная медаль США (1983) — за фундаментальный вклад в разработку компьютера, программирование и числовой анализ[5]
- Зал славы Отдела армейской артиллерии (1997)
- Медаль Бенджамина Франклина (Американского философского общества) «За выдающиеся достижения в науках» (1997)[6]